# Chapitre cathédral de Rodez
Le chapitre cathédral de Rodez est un chapitre de chanoines situé à Rodez.
Le concile d'Aix-la-Chapelle tenu en 816, fait pour les chapitres un grand règlement qui fixe toute la discipline ecclésiastique. Dès lors, dans tout l'empire, les chapitres des cathédrales sont cloîtrés, avec des dortoirs et des réfectoires communs. À Rodez, cette règle de vie commune n'est pas respectée. Les chanoines habitent des maisons élevées autour de la cathédrale.
Jusqu'en 1215, le chanoine, élu par ses pairs représentant le chapitre, s'appelle le prévôt. À partir de 1215, l'organisation du chapitre se modifie. Le prévot disparaît, et il y a à Rodez :
- quatre archidiacres — le supérieur (l'archidiacre-mage) et trois représentants des différentes régions du diocèse (l'archidiacre de Conques, celui de Saint-Antonin et celui de Millau) ;
- trois autres dignitaires (le chanoine chantre, le chanoine ouvrier et le chanoine sacristain) ;
- sept chanoines ordinaires, qui sont portés à vingt, puis à vingt-quatre par les statuts imposés par l'évêque Vivian de Boyer (1247-1274).

Pendant la Révolution, le 12 mai 1791, lorsque les chapitres sont supprimés, le chapitre de Rodez a toujours la même organisation qu'au XIIIe siècle.